# Lino Alarco
José Lino Alarco Brediñana (Lima, 23 de septiembre de 1835-Lima, 13 de junio de 1903) fue un médico y político peruano. Fue elegido como primer vicepresidente del Perú en 1903, acompañando al presidente Manuel Candamo, pero falleció antes de juramentar el cargo.

## Biografía
Hijo de Toribio Alarco e Ignacia Brediñana. Estudió en el Colegio Noel y en el Seminario Conciliar de Santo Toribio. En 1851 pasó a estudiar medicina en el Colegio de la Independencia (luego Facultad de Medicina de la Universidad de San Marcos) y  se graduó de doctor en 1858 con una tesis sobre «Abscesos del hígado». Fue, sucesivamente, catedrático auxiliar de Anatomía Descriptiva y catedrático principal de Patología General y de Clínica Externa de varones, dictando esta última asignatura en el antiguo Hospital de San Andrés, y luego en el Hospital Dos de Mayo, que fue inaugurado en 1875 por el gobierno de Manuel Pardo y Lavalle.
En 1870 marchó a Europa para perfeccionarse, pasando por Francia e Italia. Aprendió las modernas técnicas de la antisepsia y la aplicación del cloroformo como anestésico durante las cirugías. De vuelta en el Perú en 1872 fue el primero en realizar operaciones quirúrgicas importantes, entre ellas una ovariotomía, cuyos detalles dio en la revista La Gaceta Médica, en 1878.
En 1876 fue elegido senador por el departamento de Huancavelica al Congreso de la República del Perú. En 1880 fue consejero de Estado de la dictadura de Nicolás de Piérola en plena guerra del Pacífico. En 1881 representó a la provincia de Trujillo en la Asamblea Nacional reunida en Ayacucho. En 1890 fue senador por el departamento de Amazonas y en 1891 senador suplente por Huancavelica, siendo incorporado a su cámara en 1894.
Entre 1899 y 1903 fue vicerrector de la Universidad de San Marcos. 
Para las elecciones presidenciales de mayo de 1903 se produjo la alianza entre el Partido Civil y el Partido Constitucional o cacerista. Los civilistas lanzaron como candidato a la presidencia a Manuel Candamo, mientras que los constitucionalistas, para sellar dicha alianza, lograron imponer a Lino Alarco y a Serapio Calderón como candidatos a la primera y segunda vicepresidencia, respectivamente. Esta fórmula triunfó en las elecciones, al no contar con opositores. Sin embargo, Lino Alarco falleció meses antes de que se produjera el traspaso del poder, por lo que no llegó a jurar el cargo. Aunque se discutió en el Congreso la posibilidad de elegir a un nuevo primer vicepresidente, ello no se concretó. Como corolario, mencionaremos que Candamo falleció a los ocho meses de asumir el poder, víctima de una enfermedad fulminante, por lo que debió asumir interinamente el poder Serapio Calderón, en su calidad de único vicepresidente.
Lino Alarco fue uno de los fundadores de la Sociedad de Medicina de Lima, institución de la cual fue presidente en 1877; también se cuenta entre los fundadores de la Academia Nacional de Medicina (1889). Fue además colaborador de La  Gaceta Médica, órgano de la Sociedad de Medicina de Lima.